# マッジーニ四重奏団
マッジーニ四重奏団（Maggini Quartet）は、1988年に結成され、イギリス音楽の演奏を中心に活動している弦楽四重奏団である。楽団名は、16世紀イタリアのヴァイオリン製作者ジョヴァンニ・パオロ・マッジーニに由来する。
メンバーは以下の通り。
- スーザン・スタンツェライト　Susanne Stanzeleit　（第1ヴァイオリン、第4代）
  - ローレンス・ジャクソン　Laurence Jackson　（第1ヴァイオリン、初代）
  - ロレイン・マカスラン　Lorraine McAslan　（第1ヴァイオリン、第2代）
  - ジーナ・マコーマック　Gina McCormack 　（第1ヴァイオリン、第3代）
- デイヴィッド・エンジェル　David Angel　（第2ヴァイオリン）
- マーティン・ウートラム　Martin Outram　（ヴィオラ）
- ミハウ・カズノフスキ　Michal Kaznowski　（チェロ）

廉価盤レーベルのナクソスからイギリス音楽の録音が多数リリースされており、ヴォーン・ウィリアムズのディスクが2001年グラモフォン賞室内楽部門年間最優秀賞を受賞、エルガーの作品集が仏ディアパソン・ドール賞（金賞）、ブリスの作品集がグラミー賞にノミネートされるなど、受賞歴も豊富である。その他、同レーベルにバックス、バークリー、ブリッジ、ブリテン、アイアランド、モーラン、ロースソーン、ウォルトンなどの作曲家の録音がある。
オリジナル作品の委嘱も盛んに行っており、ロバート・シンプソン、ロクサンナ・パヌフニク、ジェームズ・マクミラン、ロナルド・コープらの新曲を初演している。また、前述のナクソスがイギリスの作曲家ピーター・マックスウェル・デイヴィスに委嘱した《ナクソス四重奏曲　Naxos Quartet 》（全10曲）を初演、録音している。